# Cs Corona
Juan Rafael Coronado Yucra (Santa Cruz de la Sierra, 25 de julio de 1996) más conocido como Cs Corona o simplemente Corona, es un cantante boliviano de Trap latino, considerado el mayor exponente de este género en Bolivia.

## Biografía
Cs Corona comenzó a hacer música en 2014 y desde entonces se ha convertido en un referente de su género en Bolivia. Nacido en el barrio Virgen de Guadalupe, fue pandillero en su adolescencia, hasta que decidió dedicarse a la música. También se inscribió en la Universidad Gabriel René Moreno, en las carreras de Ingeniería Industrial e Informática, pero no concluyó sus estudios universitarios.
La música de Corona se caracteriza por ser contestataria, denunciando la violencia policial, la corrupción política y la vida en las calles de Santa Cruz. También hace referencia al consumo de marihuana.
Cs Corona es, asimismo, el líder del grupo de hip hop Cruz Santa, compuesto por jóvenes de entre 17 y 32 años. Este grupo comenzó alrededor del año 2014. Por su parte, trabaja con la productora Tiluchi Records.
En 2019 lanzó Choca Bandida, una colaboración con su colega cruceña Vaccix.  En 2021, fue nominado como artista promesa en los premios Billboard, y también participó en la primera edición del festival Respira un evento destacado en la industria musical. Además, se llevó el premio a Mejor Artista Urbano del Año en los Bolivia Music Awards 2021. En 2022 publicó su primer álbum de estudio, Boliganga SRL. Ese mismo año compartió el escenario con el cantante de reguetón de Daddy Yankee en la ciudad de Santa Cruz. También compartió escena con el artista argentino L-Gante.
Al ritmo de la música ranchera y el rap, el rapero Corona y el cantante Luis Vega lanzaron el tema musical Desvelados el 25 de marzo de 2023. Más adelante, en noviembre del mismo año, colaboró con Lu de la Tower en la canción Error 403, una fusión de pop-rock que alcanzó el primer lugar en reproducciones en Bolivia y se posicionó en el puesto 22 del Top 50 nacional en Spotify. La canción fue posteriormente preseleccionada para los Latin Grammy, marcando un reconocimiento destacado en la trayectoria del artista.
Con Mi Debilidad, una colaboración junto a Luis Vega y Bonny Lovy lanzada en marzo de 2025, Corona incursionó en la salsa utilizando el Museo de Historia de Santa Cruz como locación para el videoclip. La canción fue publicada en plataformas digitales y alcanzó 11.000 visualizaciones en YouTube durante sus primeras 12 horas.La propuesta buscó ampliar su presencia en la música latina mediante una colaboración.

## Discografía

### Álbumes de estudio
- Boliganga SRL (2022)

## Sencillos

### Sencillos con Cruz Santa
- 2015: Fúmala
- 2015: Noveno Anillo
- 2015: I Love Weed
- 2016: A la luz de la luna
- 2019: Fierro
- 2020: La botella (ft. Gordon Black)
- 2020: Pedidos Yema (ft. Simbula)
- 2020: Modo Percy
- 2020: Hijo del Chapo (Remix) (ft. ElDonGuapo)

### Sencillos como solista
| - 2019: Choca bandida (ft. Vaccix) - 2020: Boliganga (Frestyle) - 2020: Santa Cruz (ft. Nahu Baby y El OG) - 2020: JBL - 2020: La bandera 'ta al revés (ft. Cruz Santa y Yimbo) - 2020: Jonny Cash - 2020: Los Wasos - 2020: Cuba y las cubanas - 2021: Los muchachones - 2021: Puro Rojo - 2021: Toy de gira | - 2021: Luces, fotos, entrevistas - 2022: Me siento mal (ft. Yimbo) - 2022: Pal próximo presidente - 2023: Velocidad, calidad, cobertura (ft. Tigo Bolivia) - 2023: De nuevo en el boliche - 2023: Desvelado (ft. Luis Vega) - 2023: Su consentido - 2023: Error 403 (ft. Lu de la Tower) - 2024: Toca disfrutar (ft. Reek) - 2024: Que tengo que hacer - 2024: Boliganga 3 | - 2024: Galáctico (ft. Young Jairo) - 2024: No me importa - 2024: Criminal (ft. Yimbo) - 2024: Siempre con Tigo (ft. Tigo Bolivia y Alwa Bolivia) - 2024: Sufro (ft. Bonny Lovy) - 2024: Tu Yango (ft. Yango) - 2025: Soy Rechazado (ft. Comparsa Rechazados) - 2025: Verdes pa gastar - 2025: Mi debilidad (ft. Bonny Lovy y Luis Vega) - 2025: Por última vez (ft. No comparto a mis amigos) - 2025: Alucina tu Pilfrut (ft. Pilfrut) |

## Programas de reality
- Yo me llamo (Bolivia) - Jurado (2024)[16]
- MasterChef Especial Navidad - Participante (2024)
- MasterChef Celebrity Bolivia - Participante (2025)[17]

## Premios y nominaciones

### Bolivia Music Awards
| Año  | Categoría                 | Trabajo            | Resultado | Ref.   |
| ---- | ------------------------- | ------------------ | --------- | ------ |
| 2021 | Canción del Año           | Pedidos Yema       | Nominado  | [ 18 ] |
| 2021 | Mejor Artista Urbano      | Él mismo           | Ganador   | [ 18 ] |
| 2022 | Álbum del año             | Boliganga SRL      | Nominado  | [ 19 ] |
| 2022 | Canción del Año           | Que estás haciendo | Nominado  | [ 19 ] |
| 2022 | Mejor Artista Urbano      | Él mismo           | Nominada  | [ 19 ] |
| 2022 | Artista Masculino Del Año | Él mismo           | Nominado  | [ 19 ] |
| 2023 | Mejor Artista Urbano      | Él mismo           | Nominado  | [ 20 ] |
| 2023 | Video del año             | Desvelado          | Nominado  | [ 20 ] |
| 2023 | Artista Masculino Del Año | Él mismo           | Nominado  | [ 20 ] |
| 2024 | Mejor Artista Urbano      | Él mismo           | Nominado  | [ 21 ] |
| 2024 | Mejor Colaboración        | Error 403          | Nominado  | [ 21 ] |
| 2024 | Mejor Colaboración        | Galáctico          | Nominado  | [ 21 ] |
| 2024 | Artista Masculino Del Año | Él mismo           | Nominado  | [ 21 ] |